# Finland i olympiska sommarspelen 1984
Finland deltog i de olympiska sommarspelen 1984 med en trupp bestående av 86 deltagare, och totalt tog landet 12 medaljer.

## Medaljer

### Guld
- Jouko Salomäki - Brottning, grekisk-romersk stil, weltervikt.
- Juha Tiainen - Friidrott, släggkastning.
- Arto Härkönen - Friidrott, spjutkastning.
- Pertti Karppinen - Rodd, singelsculler.

### Silver
- Tapio Sipilä - Brottning, grekisk-romersk stil, lättvikt.
- Tiina Lillak - Friidrott, spjutkastning.

### Brons
- Joni Nyman - Boxning, weltervikt.
- Jukka Rauhala - Brottning, fristil, lättvikt.
- Arto Bryggare - Friidrott, 110 meter häck.
- Rauno Bies - Skytte, 25 m snabbpistol.
- Jouni Grönman - Tyngdlyftning, 67,5 kg.
- Pekka Niemi - Tyngdlyftning, 100 kg.

## Boxning
Bantamvikt
- Jarmo Eskelinen
  - Första omgången — Besegrade Yao Gaitor (Togo), 5-0
  - Andra omgången — Förlorade mot Juan Molina (Puerto Rico), 0-5

## Bågskytte
Damernas individuella
- Päivi Meriluoto — 2509 poäng (→ 5:e plats)
- Ama Rantal — 2460 poäng (→ 15:e plats)

Herrarnas individuella
- Tomi Poikolainen — 2538 poäng (→ 5:e plats)
- Kyösti Laasonen — 2443 poäng (→ 28:e plats)
- Markku Syrjälä — 2333 poäng (→ 49:e plats)

## Friidrott
Herrarnas 1 500 meter
- Antti Loikkanen
  - Kval — fullföljde inte (→ gick inte vidare, ingen placering)

Herrarnas 5 000 meter
- Martti Vainio
  - Heat — 13:45,16
  - Semifinal — 13:30,48 (→ gick inte vidare)

- Antti Loikkanen
  - Heat — 13:51,47
  - Semifinal — 13:58,74 (→ gick inte vidare)

Herrarnas 10 000 meter
- Martti Vainio
  - Kval — 28:19,25
  - Final — slutade tvåa (27:51,10), men blev senare diskvalificerad på grund av dopning.

Herrarnas maraton
- Pertti Tiainen — 2:17:43 (→ 27:e plats)
- Martti Vainio — fullföljde inte (→ ingen placering)

Herrarnas 110 meter häck
- Arto Bryggare

Herrarnas 3 000 meter hinder
- Tommy Ekblom

Herrarnas höjdhopp
- Erkki Niemi
  - Kval — 2,24m
  - Final — 2,24m (→ 9:e plats)

Herrarnas stavhopp
- Kimmo Pallonen
  - Qualifying Round — 5,40m
  - Final — 5,45m (→ 5:e plats)

Herrarnas spjutkastning
- Arto Härkönen
  - Kval — 83,06m
  - Final — 86,76m (→  Guld)

- Raimo Manninen
  - Kval — 79,26m (→ gick inte vidare, 13:e plats)

- Tero Saviniemi
  - Kval — 76,46m (→ gick inte vidare, 17:e plats)

Herrarnas kulstötning
- Aulis Akonniemi
  - Qualifying Round — 19,38 m
  - Final — 18,98 m (→ 9:e plats)

Herrarnas släggkastning
- Juha Tiainen
  - Kval — 72,68m
  - Final — 78,08m (→  Guld)

- Harri Huhtala
  - Kval — 73,78m
  - Final — 75,28m (→ 6:e plats)

Herrarnas 20 kilometer gång
- Reima Salonen
  - Final — startade inte (→ ingen placering)

Herrarnas 50 kilometer gång
- Reima Salonen
  - Final — 3:58:30 (→ 4:e plats)

Damernas 100 meter
- Helinä Laihorinne-Marjamaa

Damernas 200 meter
- Helinä Laihorinne-Marjamaa

Damernas maraton
- Tujia Toivonen
  - Final — 2:32:07 (→ 10:e plats)

- Sinikka Keskitalo
  - Final — 2:35:15 (→ 15:e plats)

Damernas 400 meter häck
- Tuija Helander
  - Heat — 57,22
  - Semifinal — 56,59
  - Final — 56,55 (→ 7:e plats)

Damernas diskuskastning
- Ulla Lundholm
  - Kval — 56,44m
  - Final — 62,84m (→ 4:e plats)

Damernas spjutkastning
- Tiina Lillak
  - Kval — 63,30m
  - Final — 69,00m (→  Silver)

- Tuula Laaksalo
  - Kval — 60,42m
  - Final — 66,40m (→ 4:e plats)

- Helena Laine
  - Kval — 61,80m
  - Final — 58,18m (→ 11:e plats)

## Modern femkamp
Herrarnas individuella tävling
- Pasi Hulkkonen
- Jorma Korpela
- Jussi Pelli

Herrarnas lagtävling
- Pasi Hulkkonen
- Jorma Korpela
- Jussi Pelli

## Simhopp
Herrarnas 3 m
- Juha Ovaskainen
  - Kval — 532,17
  - Final — 548,55 (→ 11:e plats)